# Каптива (Флорида)
Каптива (англ. Captiva) — статистически обособленная местность, расположенная в округе Ли (штат Флорида, США) с населением в 379 человек по статистическим данным переписи 2000 года.

## География
По данным Бюро переписи населения США, статистически обособленная местность Каптива имеет общую площадь в 27,19 квадратных километров, из которых 3,11 кв. километров занимает земля и 24,09 кв. километров — вода. Площадь водных ресурсов округа составляет 88,6 % от всей его площади.
Статистически обособленная местность Каптива расположена на высоте уровня моря.

## Демография
По данным переписи населения 2000 года, в Каптивe проживало 379 человек, 130 семей, насчитывалось 194 домашних хозяйств и 1150 жилых домов. Средняя плотность населения составляла около 13,94 человек на один квадратный километр. Расовый состав населённого пункта распределился следующим образом: 98,42 % белых, 0,79 % — азиатов, 0,53 % — представителей смешанных рас, 0,26 % — других народностей. Испаноговорящие составили 0,79 % от всех жителей статистически обособленной местности.
Из 194 домашних хозяйств в 10,3 % воспитывали детей в возрасте до 18 лет, 63,9 % представляли собой совместно проживающие супружеские пары, в 1,5 % семей женщины проживали без мужей, 32,5 % не имели семей. 25,3 % от общего числа семей на момент переписи жили самостоятельно, при этом 11,9 % составили одинокие пожилые люди в возрасте 65 лет и старше. Средний размер домашнего хозяйства составил 1,95 человек, а средний размер семьи — 2,25 человек.
Население статистически обособленной местности по возрастному диапазону по данным переписи 2000 года распределилось следующим образом: 8,2 % — жители младше 18 лет, 1,1 % — между 18 и 24 годами, 14,2 % — от 25 до 44 лет, 44,1 % — от 45 до 64 лет и 32,5 % — в возрасте 65 лет и старше. Средний возраст жителей составил 58 лет. На каждые 100 женщин в Каптивe приходилось 96,4 мужчин, при этом на каждые сто женщин 18 лет и старше приходилось 96,6 мужчин также старше 18 лет.
Средний доход на одно домашнее хозяйство статистически обособленной местности составил 64 821 доллар США, а средний доход на одну семью — 120 488 долларов. При этом мужчины имели средний доход в 31 875 долларов США в год против 44 861 доллар среднегодового дохода у женщин. Доход на душу населения статистически обособленной местности составил 64 821 доллар в год. Все семьи имели доход, превышающий уровень бедности.